# スレブレニツァの虐殺

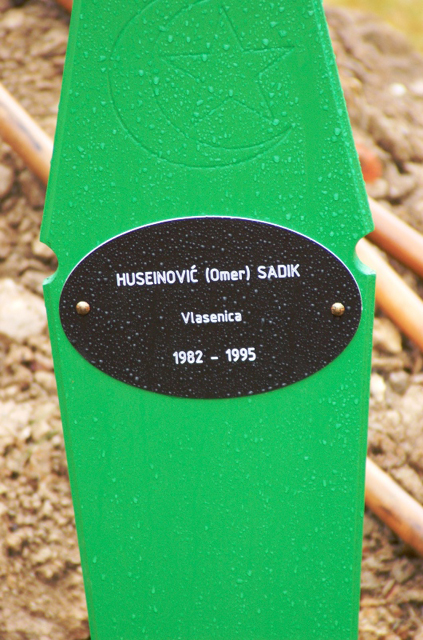
13歳の少年の墓石（2007年7月11日）

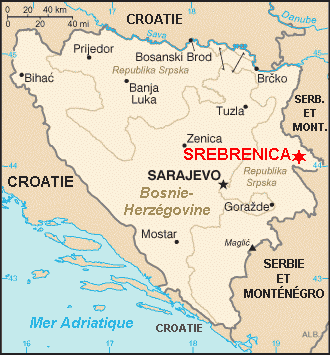
ボスニア・ヘルツェゴビナにおけるスレブレニツァの位置

スレブレニツァの虐殺（スレブレニツァのぎゃくさつ、セルビア語: Масакр у Сребреници、ボスニア語: Masakr u Srebrenici、英語: Srebrenica massacre）またはスレブレニツァ・ジェノサイド（Геноцид у Сребреници、Genocid u Srebrenici、英語: Srebrenica genocide; 日本語名は英名による）は、ボスニア・ヘルツェゴビナ紛争中にボスニア・ヘルツェゴビナのスレブレニツァで1995年7月に発生した大量虐殺事件である。
当時国連軍の管理下にあり「安全地帯」（非武装地帯）とされていた当地において、セルビア人のラトコ・ムラディッチに率いられたスルプスカ共和国軍（Vojska Republike Srpske; VRS）によって推計8000人のボシュニャク人（イスラム教徒）が殺害された。
スルプスカ共和国軍に加えて、クライナ・セルビア人共和国を拠点とする準軍事組織「サソリ」（Škorpioni）も虐殺に加担していた。
ボスニア・ヘルツェゴビナの連邦行方不明者委員会による、スレブレニツァで殺害されるか行方不明となった人々の一覧には、8,373人の名前が掲載されている。2008年12月までの段階で、およそ5,800人の遺体がDNA調査によって身元特定され、3,215人がポトチャリのスレブレニツァ虐殺記念館にて埋葬された。
なお、本項では、ボスニア・ヘルツェゴビナにおいて「ムスリム人」が「ボシュニャク人」と言い換えられる前の歴史的な記述についても、断り無く「ボシュニャク人」の呼称を使用する。

## 概要

### 紛争に至るまで
ボスニア・ヘルツェゴビナは1992年までユーゴスラビアの連邦構成国であり、宗教の異なるボシュニャク人、セルビア人、クロアチア人の3民族が人口比率の上で拮抗していた。1990年にユーゴスラビアが民主化され、複数政党制が導入されると、その構成国であったボスニア・ヘルツェゴビナではそれまで禁じられていた民族主義勢力が選挙で勝利を収め、ボシュニャク人のアリヤ・イゼトベゴヴィッチが大統領に選出された。当時のセルビアはユーゴスラビアの一部であった一方、クロアチアは既に独立を果たしており、ボスニア・ヘルツェゴビナでもボシュニャク人とクロアチア人は独立を望んでいた。1992年には独立の可否を問う住民投票の結果を受けてボスニア・ヘルツェゴビナは独立を宣言した。これに対して、数の上で最大となるボシュニャク人による支配を嫌い、クロアチア人とセルビア人の民族主義者はボスニア・ヘルツェゴビナの中央政府を去り、ボスニア・ヘルツェゴビナ国内にそれぞれ民族独自の共同体ヘルツェグ＝ボスナ・クロアチア人共和国およびスルプスカ共和国を設立し、両者とボスニア・ヘルツェゴビナ中央政府の3者によるボスニア・ヘルツェゴビナ紛争へと発展した。

### 東部ボスニア地方での紛争の背景
ボスニア・ヘルツェゴビナにおいて、セルビア人が多数を占めていたのはボスニア・ヘルツェゴビナの国土の北部に位置するバニャ・ルカを中心とする北部ボスニア地方（ボサンスカ・クライナ）、および国土の最南端に位置するヘルツェゴビナ南東部であった。そして、サラエヴォより東のボスニア・ヘルツェゴビナ東部の、セルビアとの国境であるドリナ川西岸の東部ボスニア地方では、多くの地域でボシュニャク人が多数である一方、セルビア人も少なからざる人口比率を持っていた。紛争の初期の段階では、セルビア人勢力の支配地域はボスニア・ヘルツェゴビナの国土の南と北に地理的に分断され、互いに連続ではなかった。また東部ボスニア地方ではボシュニャク人主導のボスニア・ヘルツェゴビナ政府の支配地域と、セルビア人勢力（スルプスカ共和国）の支配地域が複雑に入り組んでいた。
第54回国際連合総会でなされたスレブレニツァの虐殺に関する報告では、東部ボスニア地方でのセルビア人勢力の主目的を、「地理的に連続し民族的に純粋な領土をドリナ川に沿って確保し、この領域で戦闘に従事する兵士を解放して他の地域へと振り向けること」であったとしている。

### 事件に至るまで
1992年にスレブレニツァで、ムスリム武装勢力のリーダー、ナセル・オリッチによって、セルビア人が約1200人殺害された。セルビア人勢力は、南北のセルビア人地域をつなぎ、地理的に連続で民族的に純粋な領土を確保する目的で東部ボスニアでの戦闘を優位に進めた。そして、フォチャ、ズヴォルニク、ツェルスカなどでボシュニャク人住民の殺害や強制追放を繰り返した。1993年頃にはこれらの地域の多くがセルビア人勢力の支配下となり、ボシュニャク人は一掃された。ボスニア・ヘルツェゴビナ共和国軍（Armija Republike Bosne i Hercegovine; ARBiH）に守られたジェパおよびスレブレニツァには周辺地域から逃れてきた多くのボシュニャク人が流れ込み、四方をセルビア人勢力に包囲され、孤立していた。1993年4月、国際連合はスレブレニツァを「安全地帯」に指定し、攻撃を禁じた。この安全地帯構想は、スレブレニツァにおいてはセルビア人勢力にのみ武装解除を迫るものだった。国際連合保護軍がスレブレニツァに送られたものの、その数は少数に留まった。その後も、スレブレニツァへの物資の搬入はセルビア人勢力の妨害により困難となり、武器、水、食料、その他あらゆるものが不足する状況となった。1995年7月までには、包囲されたスレブレニツァでは市民も国連軍も困窮し、市民のなかには餓死者も出るようになっていた。

### 虐殺事件
1995年7月11日ごろから、セルビア人勢力はスレブレニツァに侵入をはじめ、ついに制圧した。ジェノサイドに先立って、国際連合はスレブレニツァを国連が保護する「安全地帯」に指定し、200人の武装したオランダ軍の国際連合平和維持活動隊がいたが、物資の不足したわずか400人の国連軍は全く無力であり、セルビア人勢力による即決処刑や強姦、破壊が繰り返された。その後に残された市民は男性と女性に分けられ、女性はボスニア政府側に引き渡された。男性は数箇所に分けられて拘留され、そのほとんどが、セルビア人勢力によって、7月13日から7月22日ごろにかけて、組織的、計画的に、順次殺害されていった。
殺害されたものの大半は成人あるいは十代の男性であったが、それに満たない子どもや女性、老人もまた殺害されている。ボスニア・ヘルツェゴビナの連邦行方不明者委員会による、スレブレニツァで殺害されるか行方の分からない人々の一覧には、8,373人の名前が掲載されている。

### 事件後の経過: ジェノサイドとしての認定
スレブレニツァの虐殺は第二次世界大戦以降、ヨーロッパで最大の大量虐殺である。2004年、ハーグにある旧ユーゴスラビア国際戦犯法廷（ICTY）での「検察官対クルスティッチ（Prosecutor v. Krstić）」の裁判において、満場一致のもと、スレブレニツァの虐殺はジェノサイドであると認定された。裁判長テオドル・メロン（Theodor Meron）はその声明において、判決文から以下を含む部分を引用した。
2007年2月、国際司法裁判所（ICJ）は、スレブレニツァの虐殺がジェノサイドであったとするICTYの判断を確認し、次のとおり言明した。
声明はまた、セルビアはこのジェノサイドを阻止するために可能な限りの手段を尽くさなかったこと、セルビアがICTYに全面的に協力する必要があること、セルビアはICTYにジェノサイドその他の容疑で訴追されている人物をハーグへと送らなければならないこと、ICTYから逃亡中の人物が依然多数であること、それらがスルプスカ共和国かセルビアの支配領域の中に潜伏していることにも言明した。

## 背景

### ボスニア東部での衝突
ボスニア・ヘルツェゴビナは1991年10月15日にユーゴスラビアからの独立を宣言した後、1992年4月6日に欧州共同体（EC）から、その翌日にアメリカ合衆国から独立を承認された。この頃から、ボスニア・ヘルツェゴビナの主要3民族であるボシュニャク人、クロアチア人、セルビア人が、領土を巡って激しい争いを始めた。セルビアに近いボスニア東部では、主にボシュニャク人とセルビア人の間で激しい衝突が起こった。

#### 1992年の民族浄化作戦
ボスニア・ヘルツェゴビナ紛争の初期には、セルビア人の武装勢力がボシュニャク人の民間人をボスニア東部で攻撃していた。ボシュニャク人が多数派を占めていた中央ポドリニェ地方（スレブレニツァ周辺の地域）は、セルビア人が多数派を占めていた東部ヘルツェゴビナ地方と、ボスニア北部（ボスニア・クライナ）地方の間にあった。中央ポドリニェ地方は、セルビア人にとって戦略的に最も重要な場所であり、この地域なくして彼らによる新しい政治的実体・スルプスカ共和国の領土は完成し得ない。そのため、彼らはボスニア東部と中央ポドリニェ地方においてボシュニャク人を民族浄化し、ボシュニャク人の住む地域を取り除くことを目指した。その様はICTYの裁定によれば次のようであった。
スレブレニツァに隣接するブラトゥナツでは、ボシュニャク人は殺害されるかスレブレニツァへ脱出し、ボスニア・ヘルツェゴビナ政府の統計によれば、その過程で1156人が死亡した。数千人のボシュニャク人がフォチャでのフォチャ虐殺や、ズヴォルニク、ツェルスカ、スナゴヴォ（Snagovo）にて殺害された。

#### スレブレニツァを巡る戦闘
この地域やその周辺の東部ボスニア、セルビアから来たセルビア人の軍や準軍事組織は、1992年の初めごろ、数週間に渡ってスレブレニツァを支配下におき、ボシュニャク人を殺害したり追放したりした。1992年5月、ボシュニャク人主体のボスニア・ヘルツェゴビナ共和国軍は、ナセル・オリッチ（Naser Orić）の指導の下、スレブレニツァの支配権を回復した。
その後、スレブレニツァは、ジェパやツェルスカ、ゴラジュデなどとともに、周囲をセルビア人勢力の支配地域に囲まれた飛び地となった。スレブレニツァを支配していたのは、ナセル・オリッチの率いるボスニア・ヘルツェゴビナ共和国軍第28師団であった。スレブレニツァ周辺のセルビア人勢力支配地域に対して、ボスニア・ヘルツェゴビナ共和国軍はスレブレニツァを拠点にして攻撃を加えた。1993年1月、ボスニア共和国軍の支配地域は、ボシュニャク人が支配する南の飛び地ジェパ、および西の飛び地ツェルスカと結ばれた。この時、スレブレニツァを中心とするボシュニャク人支配の飛び地は最大版図の900平方キロメートルに達したが、それでもなお西方のボスニア・ヘルツェゴビナ政府支配下の本土とは結ばれず、スレブレニツァ周辺地域はいぜん孤立して残っていた。ICTYの判決文によると、スレブレニツァは「セルビア人勢力の中に孤立した脆弱な島」であった。
その後数ヶ月間の間、セルビア人武装勢力はコニェヴィチ・ポリェ（Konjević Polje）とツェルスカの村を制圧し、スレブレニツァとジェパを結ぶ回廊を切断し、スレブレニツァ飛び地の面積は150平方キロメートルに縮小した。ボスニア政府側の統制が及ばなくなった地域のボシュニャク人の住民はスレブレニツァの町へと逃げ込み、紛争前は3万5千人程度であった町の人口は、5万ないし8万程度まで増加した。
国際連合保護軍（UNPROFOR）の指揮官であるフランスのフィリップ・モリヨン（Philippe Morillon）将軍は1993年3月にスレブレニツァを訪れた。この時、町は人口過多であり、包囲網により苦境にあった。セルビア人勢力によって水の供給が遮断されたことによってほとんど水がなくなり、人々は間に合わせの発電機で電力不足をしのぎ、食料、医療、その他の生活に必要なものが極限状態にまで不足していた。モリヨン将軍が去る前、将軍はスレブレニツァでパニック状態にある住民を集め、町は国連の保護下にあり、決してスレブレニツァの人々を見捨てたりはしない、と述べた。
1993年の3月から4月にかけて、数千人のボシュニャク人が国際連合難民高等弁務官事務所（UNHCR）の援助のもとでスレブレニツァを脱出した。サラエヴォのボスニア・ヘルツェゴビナ中央政府はこの避難に対して、ボシュニャク人が多数派である地域におけるセルビア人勢力による民族浄化作戦を利するものであるとして反対した。
セルビア人の当局はなおもスレブレニツァ飛び地の制圧を目指していた。1993年4月13日、セルビア人はUNHCR代表部に対して、ボシュニャク人が降伏しない場合、2日以内にスレブレニツァを攻撃すると警告した。ボシュニャク人は降伏を拒否した。

### スレブレニツァ「安全地帯」

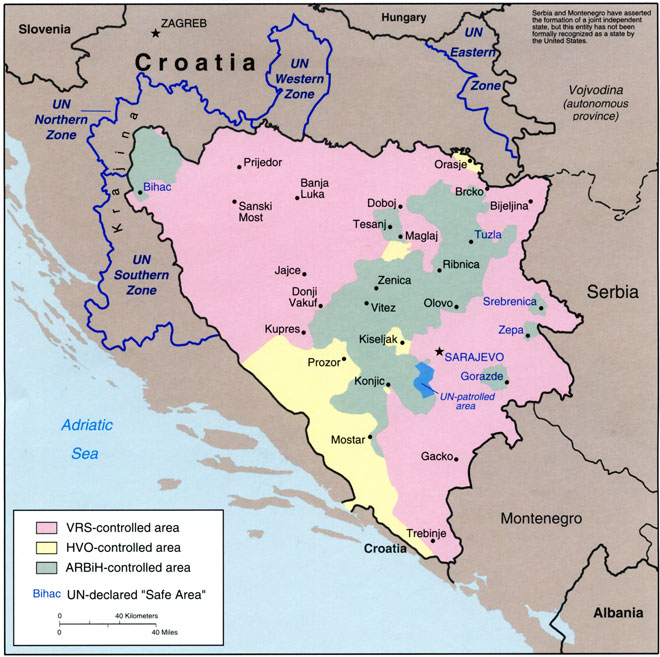
1994年9月時点でのボスニア・ヘルツェゴビナの支配勢力図。セルビアとの国境に近い東部ボスニアにあるボシュニャク人の飛び地がスレブレニツァとジェパである。

#### 1993年4月: 安保理がスレブレニツァを「安全地帯」に指定
1993年4月16日、国際連合安全保障理事会（国連安保理）は決議819号を可決し、「全ての部隊とその他当局者は、スレブレニツァとその周辺地域を安全地帯として扱い、いかなる武力攻撃やその他の敵対行動をとってはならない」とした。1993年4月18日、 UNPROFORの最初の部隊がスレブレニツァに到着した。
スレブレニツァ飛び地周辺へは、スルプスカ共和国軍のドリナ軍団3団からの千人ないし2千人の兵士が、戦車、装甲戦闘車両、大砲、迫撃砲を装備して展開していた。飛び地に留まっていたボスニア・ヘルツェゴビナ共和国軍の第28山岳師団は、うまく組織されておらず装備も貧弱であった。確固たる指揮系統や伝達システムが無く、兵士の一部は古い狩猟用ライフルのみか全く武器を持っていない状態であった。きちんとした制服を持っていたのはごく僅かであった。
「安全地帯」の合意は、当初より双方の勢力によって侵された。国連保護軍のオランダ軍部隊の指揮官であったトマス・カレマンス（Thomas Karremans）中佐はICTYで証言し、彼の部隊がスレブレニツァに戻ることや装備や弾薬の搬入を、スルプスカ共和国軍によって妨害されたとした。スレブレニツァにいたボシュニャク人は、セルビア人兵士による攻撃があることを訴えた。他方でセルビア人は、スレブレニツァのボスニア・ヘルツェゴビナ共和国軍は「安全地帯」をスルプスカ共和国軍に対する反撃のための「便利な基地」として利用しており、国連保護軍はそれを阻止するいかなる手段もとっていないとした。セフェル・ハリロヴィッチ（Sefer Halilović）は、ボスニア・ヘルツェゴビナ連邦軍のヘリコプターが飛行禁止区域を侵害して飛行し、彼自身の命令で弾薬を積んだ8機のヘリコプターを第28師団に送ったことを認めた。

#### 1995年初め: スレブレニツァ「安全地帯」内の状況悪化
1995年初めには、スレブレニツァへの補給物資搬入は困難を増していた。既に乏しかった民間人用の物資は更に不足を極め、国連軍までもが食料、医薬品、弾薬、燃料の危機的なまでの不足に直面した。燃料などの不足により、オランダ部隊による飛び地内のパトロールは徒歩に切り替えられた。スレブレニツァから外に出たオランダ軍兵士は帰還を認められず、その人数は600人から400人にまで減少した。3月から4月にかけて、オランダ部隊は2つの監視哨所、監視哨R（OP Romeo）および監視哨Q（OP Quebec）の近くでセルビア人勢力が増強されていることに気付いた。
1995年3月、和平合意に向けた交渉が進行中であり、国際社会から紛争終結への圧力があるにもかかわらず、スルプスカ共和国の大統領ラドヴァン・カラジッチは、スルプスカ共和国軍に対し、この飛び地に対する長期戦略に関する命令書を発した。この命令書は「命令書7号」として知られ、スルプスカ共和国軍に次のことを求めている。
1995年中ごろには、スレブレニツァにおけるボシュニャク人の民間人および軍人の生活環境は破滅的な状況に至った。5月には、ボシュニャク人のナセル・オリッチと彼の幕僚はヘリコプターで飛び地を脱出しトゥズラへと移り、現場には第28師団の高級士官たちが残された。6月末から7月初期にかけて、第28師団は一連の報告書を作成した。その中には、飛び地へと通じる人道上の回廊の再開を求める切迫した嘆願もあった。それが失敗に終わると、ボシュニャク人の市民はやがて飢えによって死に始めた。7月7日金曜日、スレブレニツァの市長は、8人の市民が餓死したことを報告している。

#### 1995年7月6日-11日:セルビア人がスレブレニツァを制圧

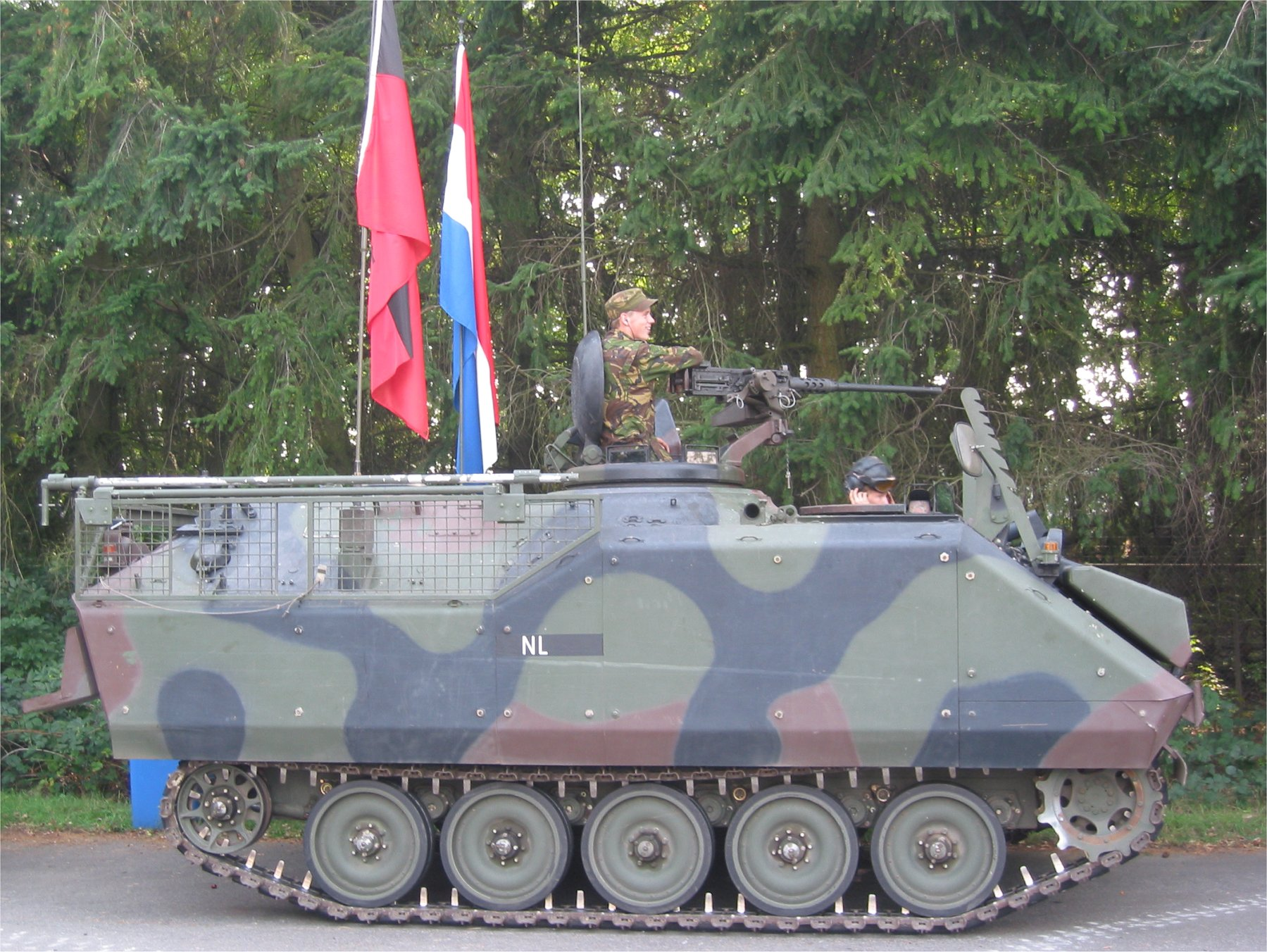
オランダ軍のYPR-765は、前方にはセルビアの戦車を、後方にはボシュニャクの対戦車砲を監視しなければならなかった。

7月8日、オランダのYPR-765装甲車がセルビア人から砲撃を受けて退却した。ボシュニャク人の一団は装甲車に対し、その場に留まって守ってくれるように要求した。オランダ軍がそれを拒否すると、ボシュニャク人の一人が手榴弾を装甲車に投げ、これによってオランダ人兵士ラフィフ・ファン・レンセン（Raviv van Renssen）が死亡した。
セルビア人勢力は1995年7月6日ごろから、国連指定の「安全地帯」に侵入した。初期の侵入の成功と、大部分が非武装化されたボシュニャク人からの抵抗の少なさ、そして国際社会からの無反応によって勢いづき、スルプスカ共和国大統領ラドヴァン・カラジッチは7月9日遅くに新しい命令を発して、スルプスカ共和国軍ドリナ軍団に対してスレブレニツァを制圧する権限を与えた。
1995年7月10日の朝、スレブレニツァの状況は緊迫していた。道は住民であふれていた。国連保護軍のオランダ部隊は攻撃してくるセルビア人部隊に対して警告射撃を行い、迫撃砲にて照明弾を撃ったが、セルビア人部隊そのものは決して射撃しなかった。カレマンス中佐は町を守るために北大西洋条約機構 (NATO) に対して上空援護の緊急要請を幾度も発したが、何ら援護はなく、1995年7月11日の午後2時30分ごろになってようやく、町へと向かっているスルプスカ共和国軍の戦車が爆撃された。NATOはまた、町を見下ろすスルプスカ共和国軍の砲兵陣地へ向けて爆撃しようとしたものの、視界不良のために作戦を中断せざるを得なかった。NATOは空爆を続けることを計画したが、スルプスカ共和国軍がオランダ部隊および捕らえているフランス軍パイロットを殺害すると脅し、また2万から3万の市民が逃げ込んでいた、町のはずれにあったポトチャリ（Potočari）の国連施設を砲撃すると脅したため、空爆を諦めた。
国連の下で活動していたオランダ軍は、安全地帯のボシュニャク人難民を守ることができなかったことに関して非難を受けてきた。カレマンスは、ポトチャリに集まった市民の命運が掛かった交渉に失敗したが、その交渉の席上で、虐殺の容疑者でセルビア人勢力の将軍であるラトコ・ムラディッチと乾杯しているところを録画されている。他方、国連軍の兵士はサラエヴォにある彼らの司令部から見捨てられたと感じており、事実上セルビア人勢力の人質となっていた。更に、10平方キロメートルの領域は軽武装の400人の兵士で守ることは不可能であった。交渉でムラディッチは、全ての兵士・市民の引渡しを求めていたが、すでに1万人以上の成人男性たちはトゥズラにむけて脱出を始めた後であり、オランダ部隊の手の及ぶ範囲内にはなかった。

## 1995年7月: 虐殺
陥落後のスレブレニツァにいた約38,000人の住民、避難民、ボスニア・ヘルツェゴビナ共和国軍（ARBiH）兵士の動きは、以下の5つに分かれる。
1. ポトチャリの国連施設に避難した女性と子ども、老人を中心とした集団（2万数千人、約1,000人の成人男性を含む）
2. スレブレニツァ北東部のシュシュニャリに集結後、縦隊を組んで50 km離れたARBiH支配地へ徒歩で移動した兵士と成人男性（約15,000人）
3. ドリナ川を渡りセルビアに向かった集団
4. 険しい山岳地帯を通過して16 km離れたジェパに向かった集団
5. スレブレニツァに残留した自力移動困難な老人や傷病者、その家族

この、女性と子どもはポトチャリへ、兵士と成人男性は徒歩で脱出という方針は当局からの明確な指示として伝えられた。3-5については総計1,000 - 2,000人と推定されている。
ボスニア・ヘルツェゴビナ・セルビア人政府の最高位にあった2人の政治家、ラドヴァン・カラジッチとモムチロ・クライシュニク（Momčilo Krajišnik）に対して、スルプスカ共和国軍参謀総長のラトコ・ムラディッチは、この計画はジェノサイドの実行なしには成し得ないと警告した。ムラディッチは次のように述べた。

### 7月11日-13日: ポトチャリ人道危機
1995年7月11日の夕方までに、2万数千のスレブレニツァからのボシュニャク人難民がポトチャリに集まり、国連施設での保護を求めた。施設内には数千人がすし詰めとなり、その他の人々は周辺の工場や畑にあふれ出した。その大半は女性や子ども、老人、障害者であったが、63人の証言者による推測では男性もまた、国連施設の防衛線内に少なくとも300人、周囲の群集中に600人から900人は集まっていた。オランダ部隊によれば彼らの基地も満員であった。
ポトチャリの状況は悲惨であった。食料や水はごくわずかであり、それに加えて7月の気温によって息苦しい状態にあった。オランダ兵の士官の1人は、この状況を次のように述べている。

### 7月12日–13日: ポトチャリでの人道犯罪
1995年7月12日、日があけて時間がたつにつれ、スルプスカ共和国軍が家屋や干草に放火している姿が、難民の集まっている国連施設からも確認できた。午後の間、セルビア人兵士は群集の中に入り込み、男性に対する即決処刑を繰り返した。ある証人は、7月12日の午前遅くに、ポトチャリの運送施設の裏のトラクターのような機械の隣に、20体から30体ほどの遺体が積み上げられていたのを目撃したことを証言している。別の証人は、ポトチャリに集まった避難民の中でセルビア人兵士が子供をナイフで殺害する姿を目撃したとしている。この証人はさらに、セルビア人兵士が亜鉛工場の裏で100人以上のボシュニャク人男性を処刑し、その遺体をトラックに載せていたとしている。しかし、別の証拠によると、ポトチャリでの殺害は散発的なものであった可能性が示唆されている。セルビア人兵士らは難民の群集のなかから人を連れ出してはどこかへ連れ去っていた。ある証人は、夜間に幼い子供と10代の兄2人がセルビア人に連れて行かれた様子を証言している。少年らの母親が彼らを探しに行ったところ、咽喉を切られた姿で見つけたという。
その夜、オランダ部隊の衛生兵は、2人のセルビア人が少女を強姦していたと証言している。
ある生存者によると、平和維持活動中でありながらこの状況に対して何もすることができずにいるオランダ人国連軍兵士のすぐそばで、子どもの断首、女性の強姦が行われていたと述べている。この人物によると、あるセルビア人兵士が子供の母親に対して、子供を泣き止ませるよう命じた。子供がその後も泣き続けると、セルビア人兵士は子供を取り上げて咽喉を切り、笑ったという。強姦や殺人の話は群集の間に広まり、彼らの恐怖を一層激化させた。難民の中には、恐怖のあまりに首をつって自殺を図る者もいた。

### ポトチャリでのボシュニャク人男性の分離と殺害
7月12日の朝より、セルビア人兵士は、避難民の中から男性を集めて複数個所に分散拘留し始めた。避難民が北のボスニア政府支配地域へ向かうバスへ乗車を始めると、乗り込もうとしていた従軍可能年齢の男性をむりやり引き離した。時には年少者や高齢者も引き離しの対象となった。この男性らは「ホワイト・ハウス」と呼ばれていた建物に連れて行かれた。早くも1995年7月12日夕方には、オランダ軍のフランケン（Franken）少佐は、ボスニア側への難民引渡しの場所であったクラダニ（Kladanj）に到着した人の中に、男性が一人もいないことを聞かされた。
1995年7月13日、オランダ軍部隊は、隔離された男性をセルビア人兵士が殺害している明らかな形跡を目撃した。たとえばファーセン（Vaasen）伍長によると、2人のセルビア人兵士が1人の男性を「ホワイト・ハウス」の裏へと連れて行く姿を目撃した。その後銃声が聞こえ、2人のセルビア人兵士だけが戻ってきた。別のオランダ軍士官もセルビア人兵士が非武装の男性の頭を一撃で打ち抜くのを目撃したほか、午後中、1時間あたり20から40回の銃声を耳にした。複数の男性が「ホワイト・ハウス」の裏へ連行され戻って来ていないという兵士からの報告を受けてスレブレニツァ地域の国連軍事監視団（United Nations Military Observer; UNMO）のヨーセフ・キンゴリ（Joseph Kingori）大佐は調査に向かった。現場に近付いた大佐は銃声を聞いたが、セルビア人兵士によって止められ、何が起きているかは確認できなかった。
処刑の一部は夜間にアーク灯の明かりの下で行われ、工事用のブルドーザーによって遺体はまとめて遺棄された。フランスの警察官ジャン＝ルネ・リュ（Jean-René Ruez）がボシュニャク人から集めた証拠によると、被害者の一部は生きたまま埋められた。また、セルビア人兵士たちは難民を好きなように虐待・殺害し、道路には遺体が散乱していた。難民たちの一部は、鼻や唇、耳をそぎ落とされるのを逃れるために自殺を図り、また大人たちは彼らの子どもが殺害されるのをなすすべなく見守るしかなかった。

### 女性の強制移送
国連側とセルビア人勢力との間での交渉の結果、2万人前後のスレブレニツァの女性がボスニア政府支配地域へと強制移送された。赤十字国際委員会（ICRC）の登録によれば、7月15日までにクラダニを通過しボスニア政府支配地域に到着したのは19,700人である。
移送用のバスの中には安全な地にたどりつけなかったものもあったようで、ポトチャリからクラダニへの先発のバスの1台に身を潜めていた男性カディル・ハビボヴィッチ（Kadir Habibović）の証言によると、少なくとも1台のバスがボシュニャク人女性を満載してボスニア・ヘルツェゴビナ政府統制地域から離れていったのを目撃している。

### ボシュニャク人男性の行軍
スレブレニツァでは、兵役年齢にある身体の健全な男子は、50キロメートル離れたボスニア政府支配地域のトゥズラまで、セルビア人勢力支配地域を徒歩で移動することを決定した。スレブレニツァへの攻撃が始まる前から既に住民らは疲弊し、食料や武器などあらゆるものが欠乏していた中、2日分の食料とわずかの武器をかき集め、ボシュニャク人の男性やその家族らは、トゥズラを目指すこととなった。行軍に参加した者の総数は1万人から1万5千人と見積もられ、このうちおよそ3分の1がボスニア・ヘルツェゴビナ共和国軍（ARBiH）第28師団に属する軍人、残りの3分の2が民間人であったと見られる。夏の暑さによって多くのものが脱水状態に陥り、また3日目からは食料も不足し、食料と飲料の確保は困難を極めた。武器も不足しており、全体の3分の1を占めていた軍人の中でも武装していたのは1000人のみであった、あるいは猟銃などで武装するのみであったとの証言もある。スレブレニツァの周辺にはセルビア人勢力によって敷設された地雷原があり、安全を確保できた経路は人1人分の幅しかなかったため、隊列の長さは12キロメートルから15キロメートルにも及んだ。途中でなんどもセルビア人勢力からの攻撃を受けて多くの者が死傷しており、また攻撃や消耗、セルビア人側への投降などによって隊列から切り離された者の多くが後にスルプスカ共和国軍に捕らえられ、殺害されている。途中、錯乱を起こして仲間に襲いかかったり、自殺を図る者も多数あらわれた。行軍は6日間に及び、最終的にトゥズラまでたどり着くことができたのは全体の3分の1、4000人から6500人程度であった。

#### 7月11日:トゥズラ隊の出発
1995年7月11日夕方、ボシュニャク人らの間で、身体の健全な男性は森へ入り、ボスニア・ヘルツェゴビナ共和国軍第28師団とともに隊列を組み、北のボシュニャク人支配地域へ向かうべきだとする知らせが流れた。

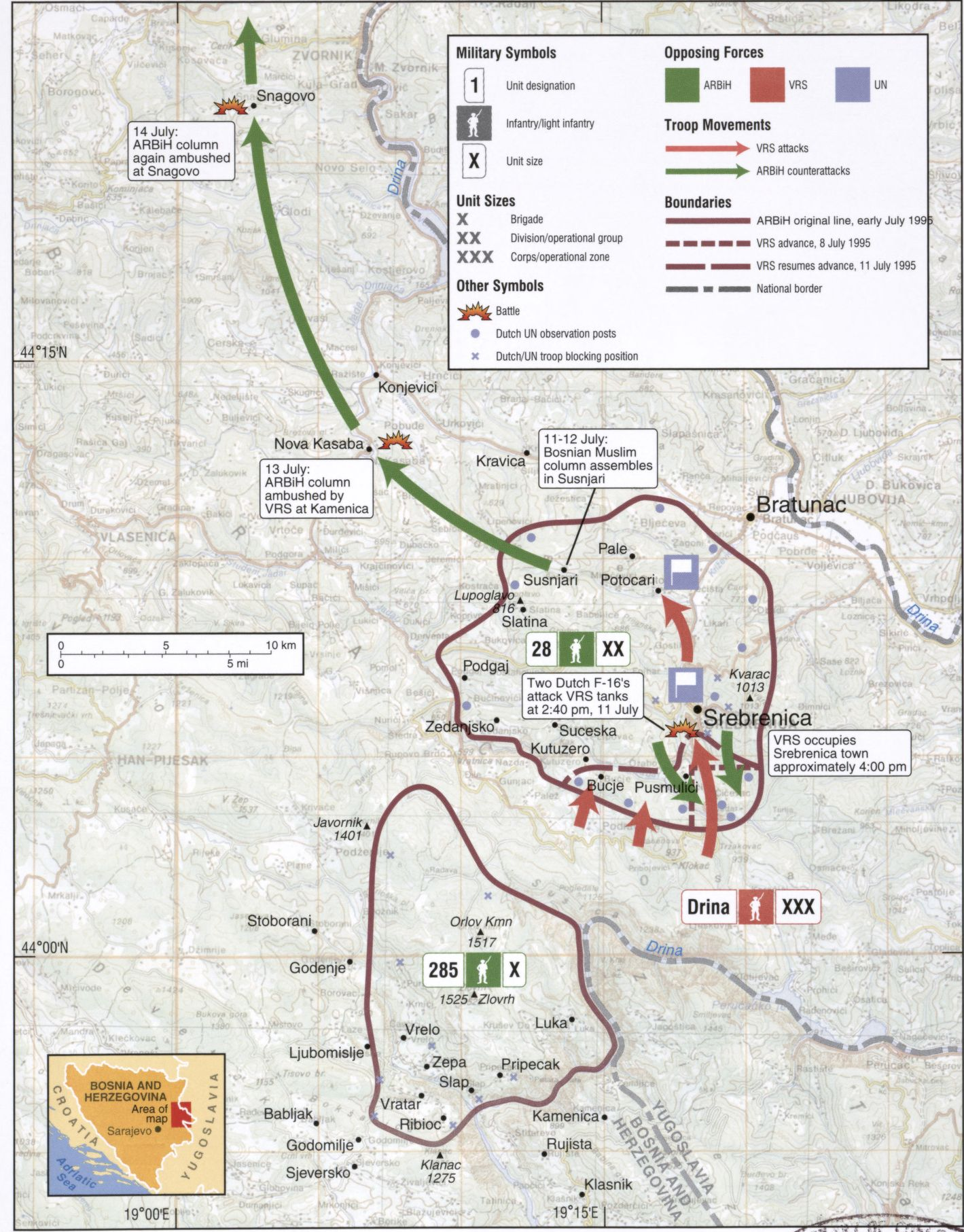
スレブレニツァ虐殺に関する軍事作戦の図。緑の矢印が脱出するボシュニャク人の行軍隊

22時ごろ、師団司令部は、スレブレニツァ自治体のボシュニャク人当局者とともに、隊列を組むことを決定した。森を抜けてトゥズラを目指すほうが、セルビア人勢力の手に落ちるよりも、生き延びられる可能性が高いと考えたためである。行軍隊は村の近くのヤグリツィ（Jaglici）およびシュシュニャリ（Šušnjari）で結成された。1995年7月11日の真夜中ごろ、隊列は移動を開始し、ブラトゥナツとコニェヴィチ・ポリェ（Konjević Polje）の間を北西に向かった。証言によると、1万から1万5千の男性が行軍に加わった。隊列のうち5千人は第28師団の軍人であったが、彼らが全て武装していたわけではなかった。その他、スレブレニツァの政治的指導者や地元病院の医療スタッフ、スレブレニツァの有力者一族などがいた。少数の女性や子ども、老人もこの行軍に加わり、森を歩いた。
隊列の先頭は第281旅団の兵士とスレブレニツァの有力者らであり、ナセル・オリッチの 家族も含まれていた。途中の部分は兵士と民間人が混在しており、末尾は第282旅団の兵士が固めていた。スルプスカ共和国軍は、スレブレニツァのボシュニャク人らはポトチャリに逃げこむことを想定し、トゥズラまでの強行突破を図るという事態を想定していなかったため、即座に対応することができず、大きな混乱をもたらした。隊列の長さは12キロメートルから15キロメートルにも及び、先頭集団が出発したのが7月12日の0時過ぎで、末尾が出発したのは同12日の正午近くとなっていた。

#### 7月12日-16日: カメニツァ丘での待ち伏せとサンディチでの虐殺
ボシュニャク人の隊列がトゥズラまでの行軍を始めたことを知ったスルプスカ共和国軍は、急遽、可能な限りの兵力や重火器類を集めて対応を始めた。ボシュニャク人集団がカメニツァ（Kamenica）周辺を前進していた12日の午後8時頃、この集団がトゥズラへ向かうために必ず横断しなければならない舗装道路に、スルプスカ共和国軍が警戒線を敷いて待ち伏せしていた。隊列の先頭を歩いていた集団は、この警戒線が完成しないうちに道路を渡り切ることに成功したが、後続の集団はコニェヴィチ・ポリェ近くでこの道路を横断しようとしたところで、セルビア人の襲撃を受けることになった。隊列は中央で二分され、後続集団は道路を横断できないまま行く手をふさがれ、先頭集団との連絡は絶たれて取り残された。彼らはここに数日間にわたって閉じ込められ、その間、セルビア人側から激しい銃撃、砲撃を受け続けた。また、セルビア人はメガホンを用いて、ジュネーブ条約の順守や捕虜交換が行われる旨を告げ、投降を呼びかけた。彼らは、オランダ軍から奪った国連のヘルメットや青い車両などを用いて安心させるといった手段も用いた。後続集団に対するセルビア人の「人間狩り」によって、ノヴァ・カサバ（Nova Kasava）およびサンディチ（Sandići）では数千人のボシュニャク人が捕獲・投降によってスルプスカ共和国軍に捕らえられ、後に殺害されている。
道路を渡ることができた一団は、セルビア人による散発的な追撃に応戦しながら前進を続けた。この集団の中では幻覚やせん妄の症状を呈する者が多数現われた。他者に攻撃したり自殺を図る者、その他意味不明の言動を繰り返す者も出ていた。行軍に加わっていた医師は、サンディチでの攻撃で化学兵器が用いられたと直感したと話している。

#### 7月13日: ウドルチュ山行軍
道路を横断できた先頭集団は、ヴラセニツァ市のウドルチュ山を目指して前進した。行軍は夜間、出来る限り森の中を通るようにして進められ、13日の朝にはウドルチュ山のふもとにたどり着き、集団の再編成を図った。はじめ、コニェヴィチ・ポリェでの封鎖を破り後続集団を救出するために、300人の兵士をコニェヴィチ・ポリェへと戻す計画が持ち上がったが、後に計画は撤回される。昼の間、この集団はウドルチュ山で待機し、後続集団を待った。彼らはその後3日間にわたり、夜間を中心に北を目指して移動を続けた。この過程で、一部の集団ははぐれてツェルスカ方面に向かっている。

#### 7月14日: スナゴヴォ山での待ち伏せ
13日の午後4時、ウドルチュ山で休息していたボシュニャク人の集団は、グロディ（Glodi）方面に向けて行軍を再開した。一行はここから西よりに向きを変えてツァパルデ（Caparde）へと向かおうとしていたが、セルビア人勢力はそれを予想してその手前のヴェリャ・グラヴァ山（Velja Glava）で待ち伏せをしていた。これに気づいたボシュニャク人の集団は、進路を北にとりスナゴヴォ（Snagovo）へと向かった。一部の集団ははぐれて、そのままツァパルデへ向かい、セルビア人の警戒線に正面から突っ込んでいってしまった。隊列の主部はスナゴヴォに到達し、さらにリプリェ（Liplje）およびマルチチ（Marčići）の近くへ移動した。セルビア人側の予想よりも東寄りの進路をとったことは、スルプスカ共和国軍の意表をついたものであり、ボシュニャク人の進路からわずか数キロメートル東にあるズヴォルニクがボシュニャク人に攻撃されるおそれを抱かせた。セルビア人はマルチチ付近で再び警戒線を張り、さらに警察官や兵士をかき集めて待ち伏せを図った。7月14日の夕方、ボシュニャク人の集団はセルビア人勢力の襲撃を受け、大規模な戦闘が起こった。日が変わって7月15日の午前4時30分頃にも、再度セルビア人による攻撃が行われた。戦闘のさなかに、ボシュニャク人の隊列はスルプスカ共和国軍の指揮官、ゾラン・ヤンコヴィッチ（Zoran Janković）少将を捕獲し、また武器や物資を獲得した。

#### 7月15日: 前線への接近
14日の大規模攻撃で先頭集団からはぐれた一団を救出するために、一部の兵士が後方に残ることとなった。7月15日の夕方、第28師団は、スルプスカ共和国軍から奪ったウォーキートーキーを用い、トゥズラを拠点とするボスニア・ヘルツェゴビナ政府軍・第2軍団との通信に成功した。第2軍団ははじめは通信相手が第28師団であるとは信じなかったが、シャビッチ（Šabić）兄弟が互いを認識できたことにより、それぞれがセルビア人勢力との前線の前後にいることが確認された。
ボシュニャク人の先頭集団は7月15日の夜8時ごろ、ボスニア政府支配地域主部とセルビア人勢力の前線となっているバリコヴィツァ（Baljkovica, 北緯44度27分 東経18度58分 / 北緯44.450度 東経18.967度）前線までわずか数キロメートルのところにある、クリジェヴィチ（Križevići）に到達した。また、14日の大規模攻撃で先頭集団からはぐれた一団はリプリェ周辺に留まった。ウォーキートーキーの獲得により、スルプスカ共和国軍との直接の交渉も可能となった。第28師団は、拘束したヤンコヴィッチを交渉材料としてスルプスカ共和国軍のズヴォルニク旅団と連絡をとった。ズヴォルニク旅団の司令官ヴィンコ・パンドゥレヴィッチ（Vinko Pandurević）は、ボシュニャク人のトゥズラへの安全な移動を保証するとし、そのための時間的猶予を求めた。しかしこれは、セルビア人側が総攻撃を仕掛けるための時間稼ぎであり、ズヴォルニク旅団は繰り返し待機を求めた後に降伏を要求した。

#### 7月16日: バリコヴィツァ前線突破
バリコヴィツァ前線では、ボシュニャク人集団とボスニア政府支配地域とを遮断するように、スルプスカ共和国軍ズヴォルニク旅団所属の「ドリナの狼」が布陣していた。この部隊はズヴォルニク旅団の一員としてスレブレニツァの攻撃に参加していたが、第28師団の脱出の判明により他のズヴォルニク旅団部隊と共に追撃の為に投入されていた。ここでボシュニャク人集団はセルビア人側戦闘指揮所を襲撃して戦車2台と20mm機関銃を奪取し、3つのセルビア側塹壕線の内最初の1本を突破する。その後ボシュニャク人集団はボスニア政府軍第2軍団に対し、前線突破のために「ドリナの狼」への牽制攻撃を要請したが、目立った攻撃は確認されなかった。しかし、ボシュニャク人集団を先導する第28師団の元司令官ナセル・オリッチが義勇兵を率いてボスニア政府地域側から「ドリナの狼」を攻撃、前線にわずかながらの空白を生むことに成功する。ボシュニャク人集団はこの間隙を突いて前線を突破するために最後の攻撃を行うことを決断した。集団側は自殺用の分を含め手持ちの武器弾薬すべてをかき集め第28師団将兵を先頭にオリッチ配下の義勇兵中隊と連携して「ドリナの狼」を攻撃、挟撃を受けた「ドリナの狼」の損害は著しく、ズヴォルニク旅団司令官パンドゥレヴィッチは独断で攻撃の中止命令を下した。これまでに、ズヴォルニク旅団は第28師団の追撃と同時に処刑前のボシュニャク人3000人の収容施設の捜索と確保まで命じられており、パンドゥレヴィッチ司令官は上層部に抗議していた。「ドリナの狼」が体制の立て直しを完了するまでの間、バリコヴィツァ前線に回廊を開くことになり、ボシュニャク人集団はそこを伝って最後の前線を突破した。この時点でボシュニャク人集団の人数は4000人から6500人ほどにまで減少していた。

### 大量殺害
ボシュニャク人捕虜に対する組織的な大規模殺害は、1995年7月13日午前11時頃に開始されたとされる。
| 実行日       | 殺害現場                               | 犠牲者の数（推定含む） |
| ------------ | -------------------------------------- | ---------------------- |
| 7月13日      | ブラトゥナツ旅団本部                   | 6                      |
| 7月13日午前  | ヤダル川                               | 6                      |
| 7月13日午後  | ツェルスカ渓谷                         | 150                    |
| 7月13日午後  | ノバ・カサバ                           | 130以上                |
| 7月13日午後  | クラヴィツァ農業倉庫・サンディチ牧草地 | 1,000以上              |
| 7月13 - 14日 | ティシュチャ（ルカの学校）             | 15                     |
| 7月14 - 15日 | ロチェヴィチの学校                     | 約500                  |
| 7月14日      | オラホバッツ（ラジェテ近く）           | 約1,000                |
| 7月14 - 15日 | ペトコビッチ近くのダム                 | 約1,000                |
| 7月14 - 16日 | クラの学校・ブラニェヴォ農場           | 1,200                  |
| 7月15日      | コズルック                             | 約500                  |
| 7月16日      | ピリツァ文化センター                   | 約500                  |
| 7月19日      | ネズック                               | 約10                   |
| 7月19日      | ブラニェヴォ農場の生存者の処刑         | 4                      |
| 7月20日頃    | ミリッチ病院収容の負傷者の殺害         | 11                     |
| 7月22日      | スナゴボ                               | 6                      |
| 7 - 8月      | トゥルノボ                             | 6                      |
| 合計（推計） |                                        | 6,053                  |

#### ズヴォルニク7
さ迷い続けた人々のなかで良く知られているある一団は、セルビア人勢力に支配された土地で冬を越して放浪を続けた。1996年5月10日、放浪を始めてから9箇月、和平が結ばれてから半年が経った日に、彼らはアメリカ合衆国の和平履行部隊（IFOR）によって石切り場で発見された。彼らはすぐに警備隊に引き渡され、取調べを受け、拳銃2丁と手榴弾3個が押収された。彼らはスレブレニツァ陥落後、そのすぐ近くで隠れていたと話した。彼らの外見は兵士には見えず、アメリカ側は彼らの案件は警察に属するものであると決定した。アメリカ軍部隊の指揮官は、彼らをセルビア人の警察に引き渡した。
囚人となった彼らは引渡しの直後から拷問を受けたが、その後待遇は幾分改善した。1997年4月、スルプスカ共和国の地方裁判所は、「ズヴォルニク7」（Zvornik 7）として知られる彼らに対して武器の不法所持の罪で、またこのうちの3人に対しては4人のセルビア人のきこりを殺害した罪で有罪とした。判決が宣告されると、スルプスカ共和国のテレビの司会者は彼らを「スレブレニツァ出身でセルビア人の市民を虐殺したムスリム人のテロリスト」と呼んだ。判決は国際社会から大きな非難を受け、「ひどい不当判決」といわれた。国際社会からの強い圧力の後、有罪判決は「手続き上の理由」によって取り消された。1999年、ズヴォルニク7の残った3人の被告に対する裁判は、「3人のセルビア人に対する殺害」の容疑に切り替えられ、それぞれ懲役15年となった。

#### 二次墓地への再投棄

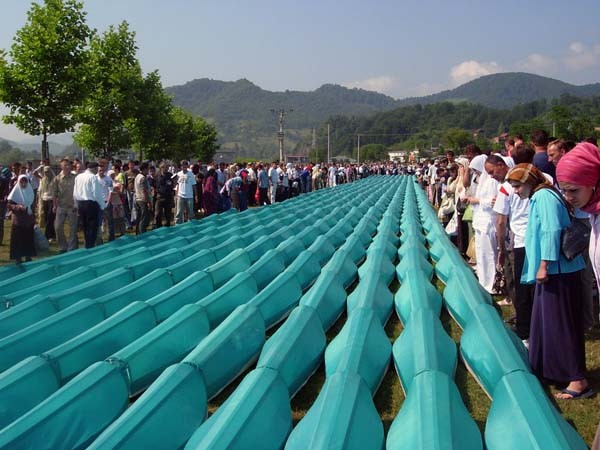
新たに身元のわかった505人のボシュニャク人市民の埋葬（2006年7月11日）

概ね1995年8月1日から1995年11月1日の間に、遺体は一次墓地から二次墓地、三次墓地へと組織的に移動された。ICTYでの、ブラゴイェヴィッチ（Blagojević）とヨキッチ（Jokić）に対する裁判の中で、法廷はこの死体の移動・再投棄は、虐殺の証拠を隠滅するために行われたと認定した。法廷は、スルプスカ共和国軍の参謀によって命令され、ブラトゥナツ旅団とズヴォルニク旅団によって実行されたとした。
集団墓地から発掘される遺体の多くは不完全なものであり、手や足など、体の一部のみが見つかる事例が多い。これは、セルビア人勢力が事件の隠蔽のために集団墓地の遺体の場所を次々に移し変えたためである。見つかった遺体はDNA鑑定によって身元が特定され、埋葬に十分な量の遺体の各部分が集まると、毎年7月11日にポトチャリの記念館で埋葬が行われる。
セルビア人勢力による死体移動作戦は、後の遺体の探索と残留物からの個人の特定作業に直接的な影響を与えた。死体の移動と再投棄によって、同じ場所に投棄されていた遺体が分けられ、他の遺体と混ぜられ、それによって遺体の個人特定を難しくした。たとえば、あるケースでは、ある人物の遺体の残存物が、30キロメートル離れた2つの場所から発見された。拘束具と目隠しが現場から発見されたのに加え、遺体を隠そうとした活動があったことは、この虐殺が組織的性質を持っていることの証拠となった。更に、通常の戦闘による死者は隠蔽される必要がないため、この虐殺の犠牲者は、軍人が戦闘によって死亡したのではないことも明らかとなった。

### 虐殺に参加した非セルビア人
1995年7月13日フランス通信社（AFP）は、ギリシャ人の義勇軍がスレブレニツァの虐殺に関与していると報じた。これらの人員はギリシャ人義勇軍（ΕΕΦ）に属しており、ドリナ軍団の一部となっていた。彼らは「黄金の夜明け」というギリシャのネオナチ組織の構成員か、あるいは傭兵であった。ギリシャのジャーナリスト、タキス・ミハス（Takis Michas）の著書によると、ラドヴァン・カラジッチはこの義勇軍の栄誉をたたえ、スレブレニツァ陥落後に、町にギリシャの国旗が掲げられたとされる。ギリシャ人がこの虐殺に参加した理由は、戦闘において彼らの「正教会の兄弟」を助ける目的があったと考えられる。
ギリシャの代議士アンドレアス・アンドリアノプロス（Ανδρέας Ανδριανόπουλος / Andreas Andrianopoulos）が取り上げ、法務大臣アナスタシオス・パパリグーラス（Αναστάσιος Παπαληγούρας / Anastasios Papaligouras）によって調査が行われるまで、この問題については完全に忘れ去られていた。2005年時点で、調査はなお継続中である。

## 事件後の反応

### ボシュニャク軍についての国連報告
第53回の国際連合総会で報告が求められ、第54回の総会でスレブレニツァでのボシュニャク人の軍の指揮について報告がなされた。報告は「第53回総会の決議に基づいた事務総長の報告書 / 35-スレブレニツァ陥落」と題され、1999年11月15日に公表された。報告では次のように言及した:

### スルプスカ共和国政府の動向

#### 2002年:否認主義の報告
2002年、スルプスカ共和国の政府は、8000人程が殺害されたスレブレニツァの虐殺はなかったと主張する報告書を発行した。「スレブレニツァ事件に関する報告」と題された報告書は、ダルコ・トリフォノヴィッチ（Darko Trifonović）を著者とし、スルプスカ共和国の大統領ミルコ・シャロヴィッチ（Mirko Šarović）をはじめとする主要な政治家から支持された。報告書によると、スレブレニツァのムスリム人1800人が戦闘で死亡し、さらに100人が疲労により死亡したとしている。報告では、「個人的な報復や理解の欠如によりボスニア・セルビア人軍によって殺害されたムスリム人の数はおよそ100程度と見積もられる。…犯罪に加担した者の名を明らかにし、正しく、明確にこれらの事件が散発的なものであったか否かを明らかにすることは重要である。」としている。国際危機グループや国際連合はこの報告書におけるスルプスカ共和国の捏造を非難した。

#### 2004年: 報告と公式の謝罪
2004年、国際社会によるボスニア・ヘルツェゴビナ上級代表、パディ・アッシュダウン（Paddy Ashdown）はスルプスカ共和国政府に対して、事件を調査する委員会の設置を命じた。委員会は2004年10月に報告書を公表し、スレブレニツァで行方不明、もしくは死亡した8,731人の名前を確認し、7,793人が7月10日から7月19日の間に、938人がその後のものであるとした。
委員会による調査報告はセルビア人の民族主義者の間では依然論争が残っており、これが上級代表の強い圧力の下、以前のスルプスカ共和国の冤罪を晴らす報告を破棄させるためのものであると主張した。しかしながら、スルプスカ共和国の大統領ドラガン・チャヴィッチ（Dragan Čavić）はテレビ中継された演説の中で、セルビア人勢力が数千人の市民を国際法に反して殺害し、スレブレニツァはセルビア人の歴史に暗黒の一章を加えたとした。
2004年11月10日、スルプスカ共和国政府は公式の謝罪を発表した。宣言は、政府による委員会の報告書の確認の後に行われた。ボスニア・ヘルツェゴビナのセルビア人政府は、次のように述べた。

#### 2005年: 容疑者の名前公表
2005年10月4日、ボスニア・ヘルツェゴビナ・セルビア人政府の特別作業グループは、25,083人がスレブレニツァの虐殺に関与し、うち19,473人はボスニアのセルビア人武装勢力であり、虐殺を指示したり直接実行したと述べた。彼らは17,074人の名前を特定した。さらに、容疑者のうち892人がなおスルプスカ共和国政府の中に地位を持っているか、雇用されていると報告した。それらの名前は秘密となったままである。

### オランダでの動向

#### オランダ政府の報告
スレブレニツァ虐殺はオランダにおいて長期間にわたる論争を引き起こした。1996年、オランダ政府はオランダ戦争資料研究所（Nederlands Instituut voor Oorlogsdocumentatie; NIOD）に対して、スレブレニツァ陥落前と陥落時、陥落後の出来事に関する調査を実施するように求めた。調査結果をまとめた報告書は2002年に公表された。報告書では、オランダ軍の任務は検討が不十分であり、ほとんど無能力であったと結論づけた。NIODの報告書は頻繁に引用されるものの批判の対象となることもあり、戦争と平和報道研究所（Institute for War and Peace Reporting; IWPR）は「論争点が多い」と評している。
オランダ政府が部分的に責任を認め、2002年4月、ウィム・コック（Wim Kok）の内閣は総辞職した。

#### スレブレニツァ勲章論争
2006年12月、オランダ政府は、スレブレニツァで活動したオランダ軍の国連平和維持軍に勲章を与えた。その理由として、彼らは「困難な情勢の中での彼らの行動が、勲章を受けるに値する認識」を信ずるとした。また、任務における権限の制約と、条件の悪さも特筆すべきものとした。しかしながら、虐殺の生存者たちと、犠牲者の関係者らは、この動きを「侮辱的な決定」として非難し、ハーグ、アッセン、サラエヴォで抗議行動を行った。

### スレブレニツァ虐殺記念・テロリスト・プロット
2003年9月30日、アメリカ合衆国の元大統領ビル・クリントンは、虐殺の犠牲者らの栄誉のため、スレブレニツァ虐殺記念館（Srebrenica Genocide Memorial）を開設した。この計画に要した費用は合計で600万ドルであり、うちアメリカ合衆国政府が100万ドルを負担した。クリントンは、以下のように述べた。
2005年7月6日、ボスニア・ヘルツェゴビナのセルビア人警察は、2つの強力な爆弾を記念館の場所で発見した。これは、虐殺から10周年を迎え、580人の身元の特定できた犠牲者の葬儀が行われ、多くの政治家や外交官を含む5万人以上が参列する予定の日の数日前であった。爆弾は、もし爆発すれば、広範囲にわたって被害をもたらし、多くの死傷者が出るものであった。

### アメリカ議会の決議
2005年6月27日、アメリカ合衆国下院は、スレブレニツァの虐殺の10周年を記念する決議（H. Res. 199 sponsored by Congressman Christopher Smith and Congressman Benjamin Cardin）を可決した。決議は賛成370人、反対1人、62人欠席により可決された。決議では、次のように表明した:

### 欧州議会の決議
2009年1月15日、欧州議会は、7月11日をスレブレニツァ虐殺を記念する日とする決議を、賛成556、反対9、欠席22で可決した。ボスニアのセルビア人政治家らはこの決議はスルプスカ共和国には受け入れ不可能として拒絶の姿勢を示した。

### 国際連合の決議
国際連合総会は2024年5月23日、7月11日をスレブレニツァ虐殺を反省し追悼する日とする決議を、賛成84、反対19、棄権68で可決した。決議案はドイツとルワンダが作成し、セルビアなどは反対。

## 事件解明の進展・被疑者の逮捕

### 虐殺映像の公開
2005年6月2日、ビデオ証拠が浮上した。これは、セルビアから来た警察部隊のメンバーがスレブレニツァの虐殺に関与したことを示すために、スロボダン・ミロシェヴィッチに対する裁判の中で持ち出されたものである。
ビデオはおよそ2時間35分におよんでいる。映像では、正教会の神品が兵士らを祝福する様子が写されている。そしてその後、これらの兵士たちが、捕虜たちと共に映し出されている。拘束されている捕虜たちは民間人の格好をしており、外見上明らかに虐待を受けたとみられる。後にこの捕虜たちのうち若い方の4人は16歳、2人の男性は20代前半であることが確認された。映像はその後、4人の市民の殺害の様子と、原野の上で死んでいる彼らの遺体を映し出している。この時点でカメラマンが、カメラのバッテリーの残量があまりないことを残念がる。兵士らは残された2人の捕虜たちに、4人の遺体を炎の近くまで運ぶように命じ、それが終わる頃に2人もまた殺害された。
ビデオ映像はセルビアで激しい怒りを巻き起こした。この映像が示されてから数日の間に、セルビアの政府はビデオによって特定できた元兵士らを即座に逮捕した。この出来事を最も大々的に取り上げたのは新聞ダナス（Danas）、ラジオ・テレビ放送局のB92（B92）であった。ボスニアのメディアで報道されると、ビデオ映像に映っていた犠牲者のうち、少なくとも1人の母親が、息子の殺害の様子を目にすることになった。彼女は、自分は既に息子の死を知っていたと話し、殺害の後に遺体は焼却されたこと、その遺骸は2003年にポトチャリ（Potočari）で埋葬されたことを明らかにした。

### 更なる集団墓地の発見
2006年の時点で、42の集団墓地がスレブレニツァ周辺地域で発掘され、更に22の集団墓地があると考えられている。犠牲者のうち身元が特定されたのは2,070人であり、更に7,000以上の袋に入った遺体痕跡が身元の特定を待たれている。2006年8月13日、1000以上の遺体痕跡が、カメニツァ（Kamenica）にあるスレブレニツァの虐殺の集団墓地から見つかった。

### セルビア人の秘密報告書
2006年8月24日、オスロボジェニェ紙（Oslobođenje）は、依然スルプスカ共和国の責任者の地位についている、スレブレニツァに関与したと思われる800人の人名を公表し始めた。一覧はボスニアのセルビア人政府によって集められたものである。

### ズドラヴコ・トリミルの逮捕
2007年5月31日、ボスニアのセルビア人勢力の将軍であったズドラヴコ・トリミル（Zdravko Tolimir）はセルビアおよびスルプスカ共和国政府の警察によって逮捕され、ハーグのICTYに引き渡された。トリミルはジェノサイド、ジェノサイド実行の共謀、絶滅、迫害、強制移送の罪に問われた。起訴状ではトリミルを、スレブレニツァおよびジェパの飛び地から「ムスリム人住民を排除する目的での共同犯罪」に加担したと訴えた。

### ラドヴァン・カラジッチの逮捕
2008年7月21日、セルビアの大統領ボリス・タディッチは、ラドヴァン・カラジッチの逮捕を発表した。カラジッチは紛争当時のスルプスカ共和国の大統領として、スレブレニツァの虐殺を含む紛争中の戦争犯罪を直接指揮した、指導者責任を問われている人物である。カラジッチは7月30日、ハーグのICTYに引き渡された。

### アレクサンダル・ツヴェトコヴィッチの逮捕
2011年1月18日、イスラエルの警察はスレブレニツァにおいてボスニャク人を虐殺したとして、「ジェノサイド罪」の容疑で2010年8月にボスニア政府から身柄引き渡し要請を受けていた、スルプスカ共和国軍兵士のアレクサンダル・ツヴェトコヴィッチ（Aleksander Cvetkovic）を逮捕した。ボスニア側の引き渡し要請文書によれば、ツヴェトコヴィッチは1995年7月、ブラニェヴォ農場で1000人から1200人のボスニャク人を銃殺した8人の兵士のうちの1人であるとされる。犠牲者はバスに乗せられてブラニェヴォ農場まで移送された。農場に到着すると目隠しをされ、紐で体を縛られた状態で一列に並ばされた後、自動小銃で射殺したという。イスラエル司法省によれば、ツヴェトコヴィッチは2006年にユダヤ人の妻と共にイスラエルに移住し、同国の市民権を付与されていた。

### ラトコ・ムラディッチの逮捕
2011年5月26日に、ラトコ・ムラディッチの逮捕がセルビアのボリス・タディッチ大統領により発表された。
2011年5月31日、旧ユーゴスラビア国際戦犯法廷のあるオランダのハーグに移送された。
ムラディッチはセルビア人武装勢力の司令官としてスレブレニツァの虐殺に直接関与した人物とされる。

## 法的手続き

### 旧ユーゴスラビア国際戦犯法廷
1993年5月25日にオランダデン・ハーグに旧ユーゴスラビア国際戦犯法廷(International Criminal Tribunal for the former Yugoslavia、ICTY)が設置された。ICTYでは、スルプスカ共和国軍の2人の指揮官ラディスラヴ・クルスティッチとヴィドイェ・ブラゴイェヴィッチが虐殺への関与で訴追された。クルスティッチは、ラトコ・ムラディッチとともにスレブレニツァを襲撃した人物であり、ジェノサイドの幇助と教唆の罪を認定され、35年の懲役を言い渡された。ブラゴイェヴィッチは、人道に対する罪で懲役18年を言い渡された。ICTYの最終的な結論では、スレブレニツァの虐殺は明確にジェノサイドであるとした。
スロボダン・ミロシェヴィッチは、スレブレニツァを含むボスニア・ヘルツェゴビナ領内でのジェノサイドの容疑で訴追されたが、2006年3月11日にICTYの公判の途中で死亡し、判決を受けることはなかった。
ICTYでは、7人の退役したセルビア人の軍事組織や警察の指揮官が、スレブレニツァでの犯罪の中で発生したジェノサイドや殺人、強制移送などの罪で訴追され、2006年7月14日から公判が始まった。訴追されたのは、ヴヤディン・ポポヴィッチ（Vujadin Popović）、リュビシャ・ベアラ（Ljubiša Beara）、ドラゴ・ニコリッチ（Drago Nikolić）、リュボミル・ボロヴチャニン（Ljubomir Borovčanin）、ヴィンコ・パンドゥレヴィッチ（Vinko Pandurević）、ラディヴォイェ・ミレティッチ（Radivoje Miletić）、ミラン・グヴェロ（Milan Gvero）である。
ICTYによって1992年から1995年にかけてのボスニア・ヘルツェゴビナ紛争におけるジェノサイドの容疑で訴追されていたスルプスカ共和国軍の元指揮官ズドラヴコ・トリミル（Zdravko Tolimir、通称ケミカル・トリミル）は長期間にわたって逃走を続けたが、2007年5月31日にセルビアとボスニア・ヘルツェゴビナの警察によって逮捕された。トリミルはジェノサイドの間、化学兵器の使用を求める要求を行い、ボシュニャク人の市民を毒ガスで殺害することによってボスニア側の軍が投降するだろうと考えていた。トリミルは、虐殺の主犯として訴追されているラトコ・ムラディッチが逃走を続けることを助けるための組織を構築した中心人物と考えられている。
ラドヴァン・カラジッチとラトコ・ムラディッチはICTYから、スレブレニツァを含むボスニア・ヘルツェゴビナ領内の複数の村でのジェノサイド、およびジェノサイドの共謀の罪で訴追されている。2008年7月22日にカラジッチは逮捕され
、7月30日にハーグのICTYへと移送された。ムラディッチは2011年にセルビア北部で発見され逮捕され、2021年6月8日に終身刑が確定した。

### 国際司法裁判所
これに加えてスレブレニツァの虐殺は、ボスニア・ヘルツェゴビナがセルビア・モンテネグロを相手に訴えた、国際司法裁判所でのボスニアにおけるジェノサイド裁判（Bosnian genocide case at the International Court of Justice）の中心的な議題となった。国際司法裁判所は2007年2月26日に判決を出した。裁判所は、ボスニア・ヘルツェゴビナ紛争中に、セルビアによるジェノサイドへの直接的関与があったことを否定した。しかし、セルビアは次の2点において、ジェノサイド条約の第I条、第VI条に反するとして、国際法への違反を認定した。
- 1995年のスレブレニツァの虐殺を阻止することができなかった点。
- 旧ユーゴスラビア国際戦犯法廷にジェノサイドの容疑で訴追されている人物の裁判や法廷への引渡しができなかった点（逃走を続けているラトコ・ムラディッチらを念頭に置いて）。

セルビアは、軍事資料の一部を公開せずに保持する権利を裁判所から認められた。これは、ICTYでのボスニア・ヘルツェゴビナがセルビアを訴えた裁判の判決に大きく影響を及ぼしたと考えられる。主任検事事務局は、国際司法裁判所のボスニア・ジェノサイド事件に関する文書を、セルビア政府との取引によって隠蔽しているとの主張を否定した。

### 各国での裁判

#### セルビア
2007年4月10日、セルビアの戦犯法廷が、民兵組織「サソリ」（Škorpioni）の4人の構成員に対して、1995年7月のスレブレニツァの虐殺の間に6人のボシュニャク人を殺害したとしてそれぞれ合計で58年の懲役を言い渡した。

#### ボスニア・ヘルツェゴビナ
2007年6月11日ICTYは、スルプスカ共和国軍のズヴォルニク旅団の最高安全責任者であったミロラド・トルビッチ（Milorad Trbić）を、彼のスレブレニツァおよびその周辺での行動に関してジェノサイドの罪で裁くべく、サラエヴォのボスニア・ヘルツェゴビナ国家裁判所の戦争犯罪法廷（en）へ送った。ミロラド・トルビッチは、「ボスニア・ヘルツェゴビナ刑法171条に従い、ジェノサイドで訴追された。（…）裁判は2007年11月8日に開始され、検察は証拠を提示している」。
ミトロヴィッチ（Mitrović）およびその他事件（Mitrović and others case ("Kravice")）でも、戦争犯罪法廷にて被告らの裁判が始まっている。被告らは「訴状によると、1995年7月10日から19日の間に、共同犯罪企画の加担者として認識され、被告らはジェノサイド犯罪を行った。この犯罪は、国際連合指定の安全地帯であるスレブレニツァにて、スルプスカ共和国軍とスルプスカ共和国内務省によって、ボシュニャク人住民に対して、広範囲かつ組織的に行われ、ボシュニャク人の一部を絶滅させることを目的としていた」。
2008年7月29日、2年間に及ぶ裁判の末、裁判所は7人に対して、ボシュニャク人男性千人を1日で殺害した件を含むスレブレニツァでのジェノサイドに関して有罪を言い渡した。裁判所は、スレブレニツァから脱出を試みているボシュニャク人男性らが、投降すれば身の安全が保障されると告げられていたことを認定した。しかしながら、男性らが実際に投降した後、彼らはクラヴィツァ（Kravica）の農業協同組合の倉庫に移送され、大量殺害の対象とされた。
有罪を言い渡された人物は以下の通り:
- ミロシュ・ストゥパル（Miloš Stupar, 第2警察特殊部隊シェコヴィチ Šekovići 司令官）[144]: 懲役40年[145]
- ミレンコ・トリフノヴィッチ（Milenko Trifunović, 第2警察特殊部隊シェコヴィチ Šekovići 第3小隊スケラニ Skelani 司令官）[144]: 懲役42年[145]
- ブラノ・ジニッチ（Brano Džinić, 第2警察特殊部隊シェコヴィチ Šekovići 特別警察軍指揮官）[144]: 懲役42年[145]
- スロボダン・ヤコヴリェヴィッチ（Slobodan Jakovljević, 第3小隊スケラニ Skelani メンバー）[144]: 懲役40年[145]
- ブラニスラヴ・メダン（Branislav Medan, 第3小隊スケラニ Skelani メンバー）[144]: 懲役40年[145]
- ペタル・ミトロヴィッチ（Petar Mitrović, 第3小隊スケラニ Skelani メンバー）[144]: 懲役38年[145]
- アレクサンダル・ラドヴァノヴィッチ（Aleksandar Radovanović, 第3小隊スケラニ Skelani メンバー）[144]: 懲役42年[145]

#### オランダ民事裁判
オランダのハーグ地方裁判所では、オランダ政府と国際連合を相手とした2つの訴訟が起こされている。
そのうちの1つは、オランダの法律事務所ファン・ディーペン・ファン・デル・クルフ（Van Diepen Van der Kroef）に属する14人の弁護士によるもので、犠牲者の関係者六千人から成る団体「スレブレニツァとジェパの母たち」をはじめとする11の原告を代表している。ファン・ディーペン・ファン・デル・クルフは、犠牲者の家族6000人を代表し、国連の元で活動したオランダ軍を訴え、スレブレニツァの住民を保護していたオランダ軍は住民を見捨てたと非難した。国際連合とオランダがジェノサイド条約に規定されているジェノサイドを阻止する義務を果たさなかったこと、国際連合とオランダが、原告が受けた損害や、まだ法廷での決定がなされていない損害についても共同で賠償する責任を負うことについて、原告は法的判断を求めている。2008年7月10日、裁判所は国連には効力が及ばないとしたが、オランダ政府に対して裁判をすることを認めた。
2014年7月16日、「スレブレニツァ（Srebrenica）の虐殺」で殺害されたイスラム教徒の男性や少年のうち、300人以上の死についてオランダ国家の責任を認める判決を下した。
2つめの訴訟は、国連の元通訳官ハサン・ヌハノヴィッチ（Hasan Nuhanović）と、スレブレニツァの国連軍で電気技師として働いたリゾ・ムスタフィッチ（Rizo Mustafić）の家族に関するものである。ヌハノヴィッチはハーグ地方裁判所でオランダ政府に対する訴訟を起こし、国連の平和維持活動に従事していたオランダ軍はスレブレニツァ安全地帯の治安維持に責任があり、スルプスカ共和国軍が彼の家族（兄弟、両親）を殺害するのを許したと主張した。ムスタフィッチの家族は、ムスタフィッチが同様の情勢の中で殺害されたことを訴えた。オランダ政府の責任について、オランダ政府（オランダ国防大臣）はこの地域における国連軍の事実上の司令官であり、オランダ憲法97条2項により、政府はオランダ軍部隊に対して指揮権（"oppergezag"）を持っていたと主張している。2008年9月10日、ハーグ地方裁判所は原告の訴えを退け、オランダ政府は国連軍のスレブレニツァでの行動に関して責任を有さないとした。原告は控訴することを表明している。

## 論争

### スレブレニツァ周辺でのセルビア人の犠牲者に関する論争
ボシュニャク人のナセル・オリッチ（Naser Orić）に率いられた武力攻撃によって、セルビア人の間に多数の犠牲者が出たことについては、双方とも認めている。その性質と犠牲者の数についての論争は、虐殺後10周年を迎えた2005年に大きな問題となった。
ヒューマン・ライツ・ウォッチによると、「セルビアの民族主義政党セルビア急進党は、この地域でムスリム人が数千人のセルビア人に対して犯罪を犯したとする主張を広めるための攻撃的なキャンペーンを張り」、「その目的が1995年7月の犯罪の重要性を低下させることにある」とした。ICTYの検察局による2005年7月6日の発表では、セルビアの当局の主張するこの地域でのセルビア人の死者数は1400人から3500人に増加しており、検察局はこれを「事実に反する」とした。会見では、過去の証拠を引用し、
- スルプスカ共和国の戦犯委員会は、ブラトゥナツおよびスレブレニツァ各自治体（後者にはスケラニ）も含まれる）におけるセルビア人の犠牲者の数を、合計で995人とし、うちブラトゥナツでは520人、スレブレニツァでは475人とした。
- 「セルビア人に対する犯罪究明のためのベオグラード・センター」の所長ミリヴォイェ・イヴァニシェヴィッチ（Milivoje Ivanišević）による「我らの墓の記録」では、殺害されたセルビア人の数を1,200人程度としていた。
- スルプスカ共和国内務省の出版による『栄誉ある十字と黄金の自由のために』では、ブラトゥナツ-スレブレニツァ-スケラニ地域でのセルビア人の犠牲者を641人とした。

これらの数値の正確性は疑われている。ICTY検察局は、イヴァニシェヴィッチの著書ではおよそ1200人のセルビア人が殺害されたと推測しているが、殺された人物に関して情報があるのは642人に過ぎないとしている。また、死亡した人々の幾らかを「犠牲者」と呼ぶことにも疑義がもたれている。研究によると、これらの死亡者の多くを軍人が占めていた。ボシュニャク人がスレブレニツァを軍事拠点として、周辺の村々を襲撃したことによって、セルビア人の犠牲者が出たという話は、衝突の性質について述べる文脈の中に表れる。たとえば、クラヴィツァ（Kravica）の村はボシュニャク人の勢力によって、1993年の正教会のクリスマスである1月7日に攻撃を受けた。イヴァニシェヴィッチなど複数のセルビア人の情報源によると、村の353人の住民は「ほぼ完全に破壊された」とされる。実際には、スルプスカ共和国軍の内部資料では、46人のセルビア人が死亡し、うち35人は兵士、11人が民間人となっており、ICTY検察局の調査では、1月7日から1月8日にかけてのクラヴィツァ周辺地域で43人が死亡し、うち13人が民間人であったと見られるとしている。それにも関わらず、この事件はセルビア人による多くの情報源に、ボシュニャク人によってスレブレニツァ周辺で引き起こされた非道な犯罪行為の重要な一例として引用され続けている。クラヴィツァ（Kravica）、シリコヴィチ（Siljkovići）、ビェロヴァツ（Bjelovac）、ファコヴィチ（Fakovići）、シキリチ（Sikirić） の村における破壊と死傷者について、判決では、検察側はボシュニャク人勢力がこれらに対して責任を負うと認められる十分な証拠を提示できなかったとし、その理由としてセルビア人勢力がこれらの村々での戦闘に大砲を使用していたためとしている。ビェロヴァツの事例では、セルビア人は軍用機も使用していたとしている。
この地域のセルビア人の犠牲者に関する更に後の調査は、非党派的で多民族のスタッフで構成され、サラエヴォに拠点を置く「サラエヴォ研究・文献情報活動センター」（en）によるものである。彼らの資料は国際的な専門家によって収集、分析、検査、比較、評価されている。サラエヴォ研究・文献情報活動センターによる、ブラトゥナツ自治体でのセルビア人死者に関する大規模な調査では、その数を民間人199人、軍人424人であるとした。さらに、ブラトゥナツの軍事墓地に埋葬されている383人のセルビア人犠牲者はスレブレニツァのボスニア・ヘルツェゴビナ共和国軍（ARBiH）の部隊によるものであるとしているが、このうち139人はボスニア・ヘルツェゴビナの他の地域で戦って死亡したものであることを明らかにした。
セルビア人による情報源では、スレブレニツァに拠点を置くボシュニャク人に対抗するセルビア人の要求に従って、安全地帯が設置される前までの期間のセルビア人の犠牲と損害の数を操作している。ボスニア・ヘルツェゴビナ共和国軍（ARBiH）による襲撃は1995年7月のジェノサイドを引き起こした最も重要な要素として表現されている。このような見方は国際的な情報源にも反映され、2002年にオランダ政府が発行した報告では、一連の事件がスレブレニツァ陥落へとつながったとしている（NIODの報告書）。しかしながら、これらの情報源ではこの地域におけるセルビア人の犠牲者の数について誤った資料を引用している。NIODの報告書では、たとえば、クラヴィツァ（Kravica）への襲撃によってその人口の全てが失われたとする誤った情報を反映している。スレブレニツァ攻撃の要因としてこれらの事件を挙げることは、ジェノサイドを正当化しようとする修正主義者の試みであると考えられている。国際連合の事務総長によるスレブレニツァ陥落に関する報告は次のように述べている。

### ジェノサイドとしての認定に関する疑義
成人男性のみを根絶の対象としていたこの事件は、明らかに「域内における特定集団の根絶を目的としていた」ナチス・ドイツによるユダヤ人虐殺や、ルワンダでのツチ人虐殺とは様相が異なっており、「人道に対する罪」であることは疑いないにせよ、「ジェノサイド」には相当しないとする主張もある。
ICTYの裁判「クルスティッチ事件」において弁護側は、事件そのものの存在には疑いないとしつつも、ジェノサイドとは認められないと主張した。ジェノサイド条約によると、ジェノサイドとは、「国民的、人種的、民族的又は宗教的集団を全部又は一部破壊する意図をもつて」行われる行為であると定義している。1995年7月11日前後のスレブレニツァ陥落に続いて起こったこの事件では、この地域にいた全ての従軍可能年齢にある男性が殺害の対象とされた。他方で、女性や年少者、老人の多くはバスでボスニア政府側に引き渡されている。この点について検察は、ムスリム人男性全ての殺害という「この行為が、スレブレニツァのムスリム人コミュニティを破壊するのに十分であることをスルプスカ共和国軍は理解していた」と主張し、ICTYはこれを採用して同事件がジェノサイド罪を構成すると認めた。

### ジェノサイドの犠牲者数をめぐる議論
スレブレニツァの虐殺の死者数については、「行方不明者数」とジェノサイドによる「犠牲者数」が必ずしも一致しないにもかかわらず、同一視される傾向があることが指摘されている。両者の違いは、行方不明者のなかには縦隊でセルビア人勢力支配地域を移動中に発生した戦闘によって死亡した兵士あるいは巻き添えになった民間人、または地雷による負傷、自殺、友軍同士の撃ち合い、過労や恐怖による錯乱等、処刑以外の原因で死亡した人数が少なからず含まれる点である。死因が処刑かそれ以外かを特定するのは非常に困難であるが、UNPROFORが複数の生存者に聞き取りを行ったところ、最大3,000人が戦闘や地雷で死亡した可能性があるという。軍事行動を行いながら移動した兵士を含む縦隊は、「合法的」な攻撃対象であり、攻撃自体は国際人道法の重大な違反行為に当たらず、ICTYの起訴状も縦隊への攻撃を訴追事由としてみなしていない。
行方不明者数としてよく引用される数字は概ね7,000から8,000である。ICTY検察官事務所（OTP）は、2008年1月作成の名簿に7,826人を記載している。また、スレブレニツァ虐殺記念碑には、同施設が公表する犠牲者数の8,372人が刻印されている。
ICTYの「クルスティッチ事件」判決は、行方不明者数をジェノサイドの犠牲者数として採用し、その数を7,000人から8,000人とした。この根拠のひとつとして、スルプスカ共和国軍が集団墓地を発掘してより遠隔地に埋設し直すという隠蔽工作を行ったことが挙げられている。
しかし、当初虐殺の事実を否定あるいは矮小化しようとしたセルビア人勢力が、虐殺は戦闘行為の結果であると主張したことを背景として、こういった戦闘による死者について議論すること自体がジェノサイドの否定であるとみなす主張も根強い。

## 年表
| 時期           | 出来事 |
| -------------- | --- |
| 1974年         | ユーゴスラビア社会主義連邦共和国の地方分権化が強化される憲法改正。セルビア・クロアチア語を話すムスリムが「ムスリム人」の呼称で独自の民族と認められる。                                                                                   |
| 1990年         | ユーゴスラビア社会主義連邦共和国で複数政党制が認められる。ボスニア・ヘルツェゴビナで行われた初の複数政党制による選挙では、各民族による民族主義の政党が躍進。ボシュニャク人（ムスリム人）のアリヤ・イゼトベゴヴィッチが大統領に就任する。 |
| 1991年6月25日  | クロアチアおよびスロベニアがユーゴスラビアからの独立を宣言。それぞれ独立戦争に入る。 |
| 1991年10月24日 | ボスニア・ヘルツェゴビナ・セルビア人議会が設立を宣言。 |
| 1991年11月18日 | ボスニア・ヘルツェゴビナ・クロアチア人共同体が設立を宣言。 |
| 1992年1月7日   | ボスニア・ヘルツェゴビナ・セルビア人議会は、ボスニア・ヘルツェゴビナ領内にスルプスカ共和国の設立を宣言。 |
| 1992年2月29日  | ボスニア・ヘルツェゴビナの独立を問う住民投票が行われる。ほぼ全てのセルビア人が投票をボイコットし、投票率67%で、99.43%の賛成となった。 |
| 1992年3月1日   | ボスニア・ヘルツェゴビナ議会は独立を採択。セルビア人は欠席。 |
| 同上           | セルビア人の将軍がサラエヴォにて殺害される。ボスニア・ヘルツェゴビナ紛争で最初の死者。 |
| 1992年3月      | ボスニア東部でセルビア人とボシュニャク人の間の戦闘が始まる。 |
| 1992年3月18日  | 最初の和平案であるリスボン合意が署名される。その後2週間ほどして、アリヤ・イゼトベゴヴィッチが合意を破棄。 |
| 1992年4月7日   | ボスニア東部でセルビア人勢力によるボシュニャク人に対する大量殺害・フォチャ虐殺が始まる。 |
| 1992年4月8日   | ヘルツェグ＝ボスノ・クロアチア人共同体はクロアチア防衛評議会（HVO）を設立。 |
| 1992年4月23日  | ボスニア北部でセルビア人勢力によるボシュニャク人に対する大量殺害・プリイェドル虐殺が始まる。 |
| 1992年5月12日  | ユーゴスラビア人民軍が公式にボスニア・ヘルツェゴビナから撤退。 |
| 同上           | スルプスカ共和国はスルプスカ共和国軍（VRS）設立。 |
| 1992年5月      | ボスニア東部の大部分はセルビア人の支配下となり、スレブレニツァおよびジェパが孤立状態となる。 |
| 1992年5月19日  | ボスニア東部でセルビア人勢力によるボシュニャク人に対する大量殺害・ヴィシェグラード虐殺が始まる。 |
| 1993年1月      | 2番目の和平案であるヴァンス＝オーウェン案が提示される。 |
| 1993年3月      | 国際連合保護軍のフランス人将軍フィリップ・モリヨンがスレブレニツァを訪れる。 |
| 1993年4月16日  | 国際連合安全保障理事会がスレブレニツァを安全地帯に指定。 |
| 1993年6月      | 2番目の和平案であるヴァンス＝オーウェン案がセルビア人勢力によって拒絶される。 |
| 1994年2月23日  | クロアチア人勢力とボスニア・ヘルツェゴビナ中央政府の間で停戦合意が結ばれる。 |
| 1994年3月      | クロアチア人勢力とボスニア・ヘルツェゴビナ中央政府の間で和平合意・ワシントン合意が結ばれ、両者は統合されボスニア・ヘルツェゴビナ連邦となる。                                                                                             |
| 1995年3月      | セルビア人勢力のトップに立つスルプスカ共和国の大統領ラドヴァン・カラジッチは、スレブレニツァに対する長期戦略に関して「命令書7号」を発行。                                                                                                |
| 1995年7月6日   | 国連軍のオランダ部隊がスルプスカ共和国軍から攻撃を受ける。スルプスカ共和国軍が国連指定の「安全地帯」に侵入を始める。 |
| 1995年7月10日  | スルプスカ共和国軍がスレブレニツァへの侵入を始める。 |
| 1995年7月11日  | スレブレニツァの市民がポトチャリの国連施設に避難する。散発的な市民への殺害が始まる。 |
| 同上           | ボスニア・ヘルツェゴビナ共和国軍第28師団と一部の男性市民がトゥズラへ向けて脱出行軍を始める。 |
| 1995年7月12日  | スルプスカ共和国軍が市民を男女別に分けて移送を始める。 |
| 1995年7月13日  | 大量殺害が開始される。 |
| 1995年7月16日  | トゥズラに向けて出発した行軍隊の生存者、出発時のおよそ3分の1がトゥズラへ到達。 |
| 1995年7月19日  | 大量殺害の大部分（およそ8000人）が完了する。その後も逃走を続ける人々に対する追跡と殺害が続く。 |
| 1995年8月4日   | クロアチアのセルビア人勢力・クライナ・セルビア人共和国に対するクロアチア共和国軍の攻撃・嵐作戦が開始される。 |
| 1995年8月30日  | スルプスカ共和国に対するNATOによる大規模な空爆が始まる。 |
| 1995年11月21日 | デイトン合意が結ばれる。ボスニア・ヘルツェゴビナ紛争が公式的に終了する。 |
| 2001年7月      | セルビア元大統領スロボダン・ミロシェヴィッチがICTYに引き渡される。 |
| 2004年11月10日 | スルプスカ共和国が公式に虐殺の事実とその責任を認めて謝罪する。 |
| 2007年5月      | スルプスカ共和国軍の将軍ズドラヴコ・トリミルが逮捕され、ICTYに引き渡される。 |
| 2008年7月      | 虐殺を指揮した事件当時のスルプスカ共和国の大統領ラドヴァン・カラジッチが逮捕され、ICTYに引き渡される。 |
| 2011年5月26日  | スルプスカ共和国軍の参謀総長ラトコ・ムラディッチが逮捕され、ICTYに引き渡される。 |

## 関連作品
- テレビ映画『U.N.エージェント』（原題：Résolution 819）

2008年、フランス・ポーランド・イタリア
監督：ジャコモ・バッティアート
出演：ブノワ・マジメル、イポリット・ジラルド他
ボスニア・ヘルツェゴビナ紛争における戦争犯罪を捜査するために旧ユーゴスラビア国際戦犯法廷(ICTY)から派遣されたフランス人捜査官の目を通して虐殺事件を描いている。
- 映画『アイダよ、何処へ?』2020年、ボスニア・ヘルツェゴビナ 監督：ヤスミラ・ジュバニッチ